# 娥媚坑竹西岗汉墓群
娥媚坑竹西岗汉墓群，位于中国广东省佛山市南海区平洲镇，为一处古墓葬。1994年7月5日，列入南海市文物保护单位；2006年，列入佛山市 第四批文物保护单位。
娥媚坑竹西岗汉墓群的历史年代为汉代。